# Kobuk
Kobuk é uma cidade localizada no estado americano de Alasca, no Distrito de Northwest Arctic.

## Demografia
Segundo o censo americano de 2000, a sua população era de 109 habitantes.
Em 2006, foi estimada uma população de 114, um aumento de 5 (4.6%).

## Geografia
De acordo com o United States Census Bureau, a localidade tem uma área de 43,6 km², dos quais 41,7 km² cobertos por terra e 1,9 km² cobertos por água.

## Localidades na vizinhança
O diagrama seguinte representa as localidades num raio de 144 km ao redor de Kobuk.